# Aage Gitz-Johansen
Aage Gitz-Johansen (født 20. august 1897 i Odense, død 1. juli 1977) var en dansk kunstner, maler, skulptør, forfatter og grafiker. . Han blev student fra Odense Katedralskole 1916, hvorefter han uddannede sig i zoologiske studier ved Københavns Universitet Aage Gitz-Johansen medstiftede i 1932 sammenslutningen koloristerne, hvor han i samme år agerede som formand. Gitz-Johansen rejste over flere gange i Grønland og deltog bl.a. i Dansk Nordøstgrønlands Ekspedition fra 1938-39. Her fandt han inspiration i den grønlandske natur, dyrelivet og menneskene. Han blev i Grønland kaldet “Qalipaasorsuaq” (den store maler), og han portrætterede ofte den inuitiske kvinde og fuglen i sin kunst. Gitz-Johansen illustrerede igennem sit liv en række bøger, herunder Grønlands fugle 1-3 (1950-51) med tekst af Finn Salomonsen og Grønlandsk sommer (1941) skrevet af Knud Sønderby. I 1950-1951 var Gitz-Johansen formand for Eventyrernes Klub. Gitz-Johansen har udstillet på en lang række kunstmuseer i ind- og udland, senest udstillingen “Liv og værk” med 125 værker på Bornholms Kunstmuseum i perioden 1/10-2022 til 23/10-2023, ligesom han er repræsenteret med flere toneangivende værker på den permanente udstilling på Grønlands Kunstmuseum.